# Ciudad de Jocotitlán
La Ciudad de Jocotitlán es una localidad del estado mexicano de Estado de México. Es cabecera del municipio de Jocotitlán. El 30 de agosto de 2021 fue declarado Pueblos con Encanto por el Gobierno del Estado de México.

## Demografía
| Censo | Población |
| ----- | --------- |
| 1900  | 2 713     |
| 1910  | 2 715     |
| 1921  | 2 727     |
| 1930  | 2 891     |
| 1940  | 2 720     |
| 1950  | 2 102     |
| 1960  | 4 922     |
| 1970  | 4 008     |
| 1980  | 4 925     |
| 1990  | 5 257     |
| 1995  | 5 743     |
| 2000  | 6 837     |
| 2005  | 7 457     |
| 2010  | 7 575     |
| 2020  | 7 965     |